# ئی‌ام‌دی اس‌دی۵۰
ئی‌ام‌دی اس‌دی۵۰ (انگلیسی: EMD SD50) یک لوکوموتیو دیزلی ساخت شرکت جنرال موتورز الکترو-موتیو دیویژن، جنرال موتورز دیزل و شرکت مهندسی کلایداست.
این لوکوموتیو که مابین سال‌های ۱۹۸۰ تا ۱۹۸۷ تولید می‌شده دارای ۱۶ سیلندر و ۳۵۰۰ اسب بخار قدرت بوده است.